# フレニクール＝ル＝ドルメン
フレニクール＝ル＝ドルメン （Fresnicourt-le-Dolmen）は、フランス、オー＝ド＝フランス地域圏、パ＝ド＝カレー県のコミューン。
村はオラン（Olhain）とヴェルドレル（Verdrel）の2つの集落からなる。

## 人口統計
2016年時点のコミューン人口は760人で、2011年時点の人口より9.2%減少した。
| 1962年 | 1968年 | 1975年 | 1982年 | 1990年 | 1999年 | 2009年 | 2016年 |
| ------ | ------ | ------ | ------ | ------ | ------ | ------ | ------ |
| 1159   | 1078   | 1014   | 974    | 907    | 880    | 832    | 760    |

参照元:1962年から1999年までは複数コミューンに住所登録をする者の重複分を除いたもの。それ以降は当該コミューンの人口統計によるもの。1999年までEHESS/Cassini、2006年以降INSEE

## 史跡
- オラン城 - 13世紀から15世紀。大きな池の中央部という絶好のロケーションにある。城は中世アルトワの要塞でもある。現在の建物は、14世紀後半にオラン家のマリーと結婚したジャン・ド・ニエルの手によるもの。1989年4月より歴史的記念物となっている[5]。
- ノートル・ダム教会 - 19世紀後半。古い教会建物の基礎の上に建てられている。
- 妖精のテーブル（Table des Fées） - ドルメン。1889年より歴史的記念物[6]

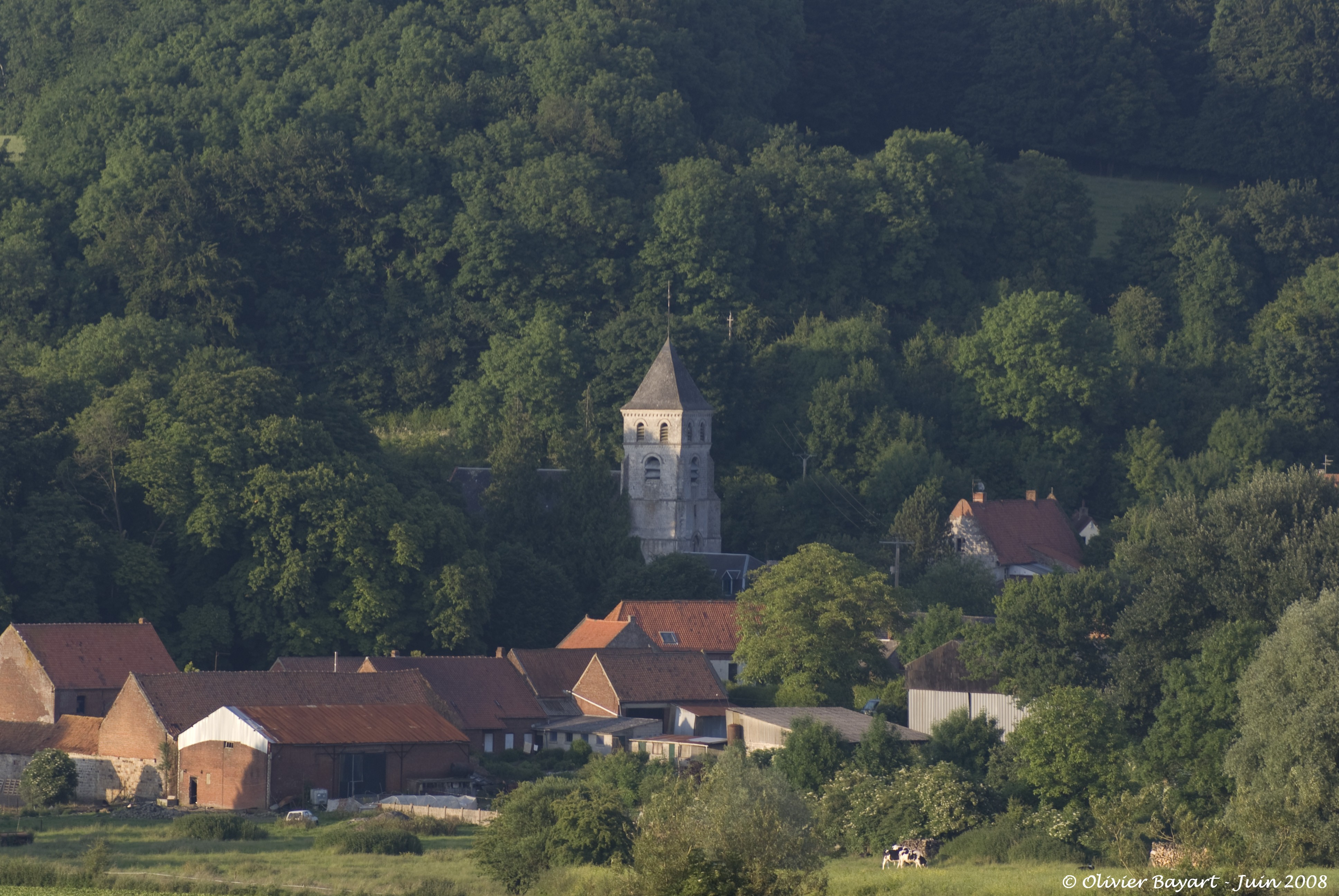
村
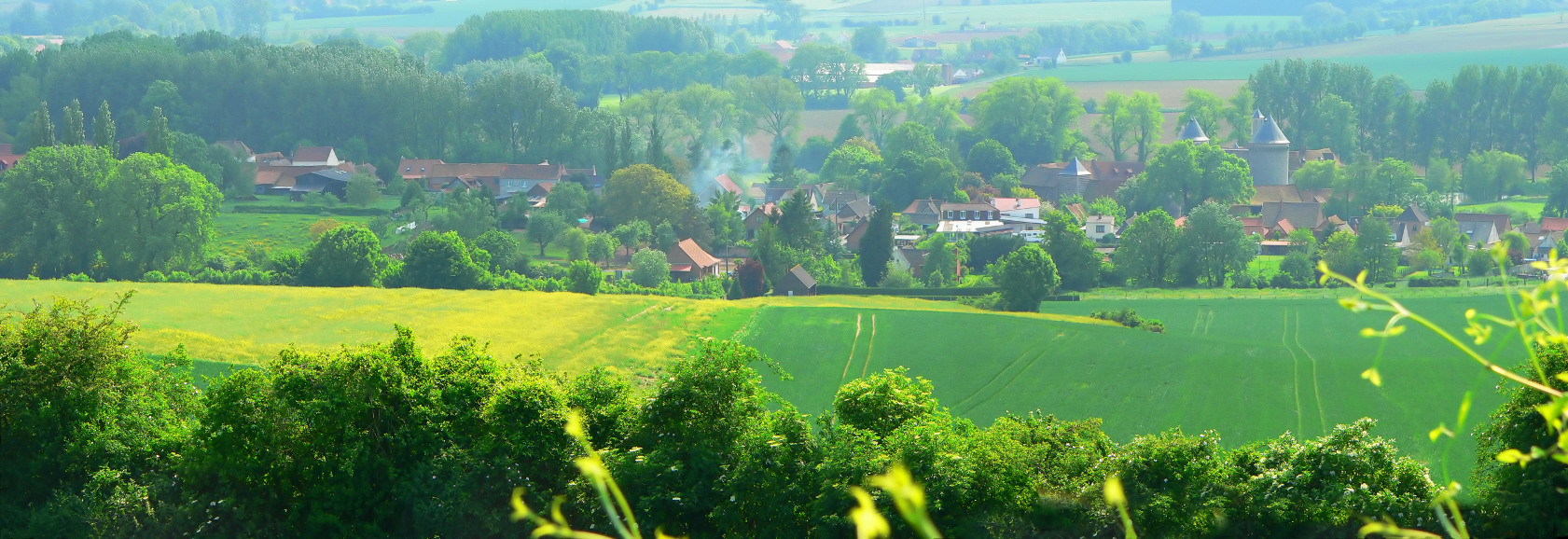
村と城
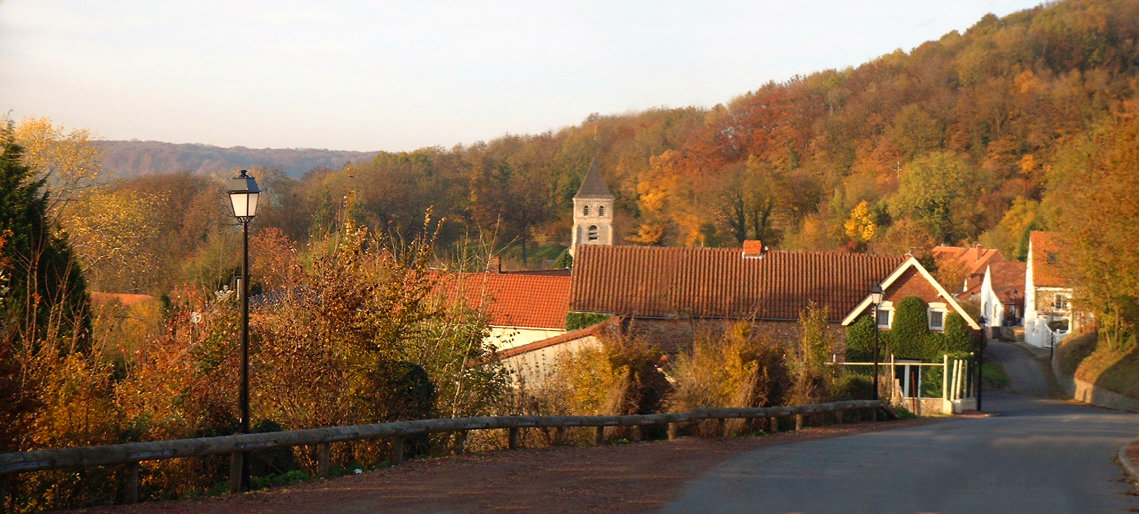
秋の村
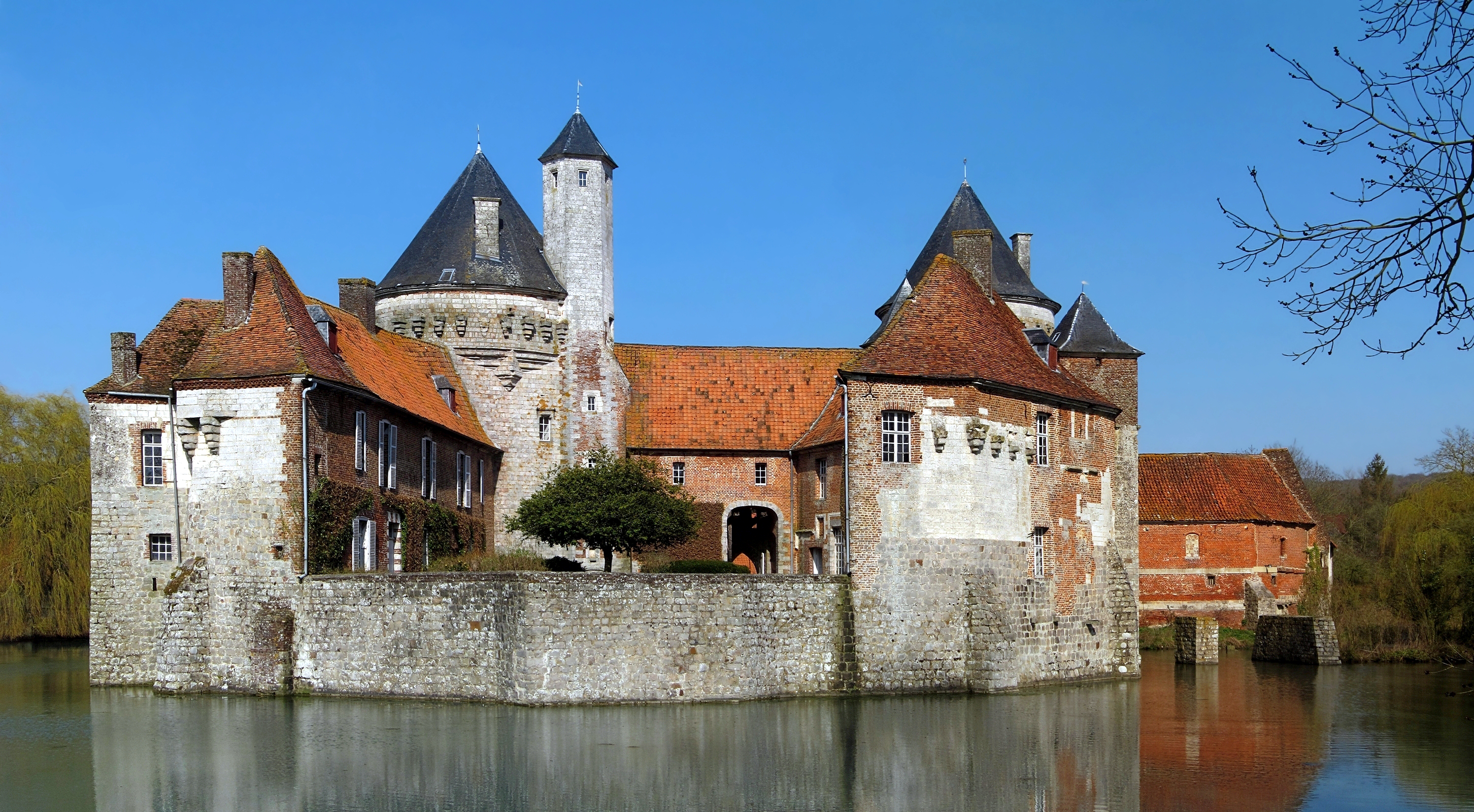
中世のオラン城
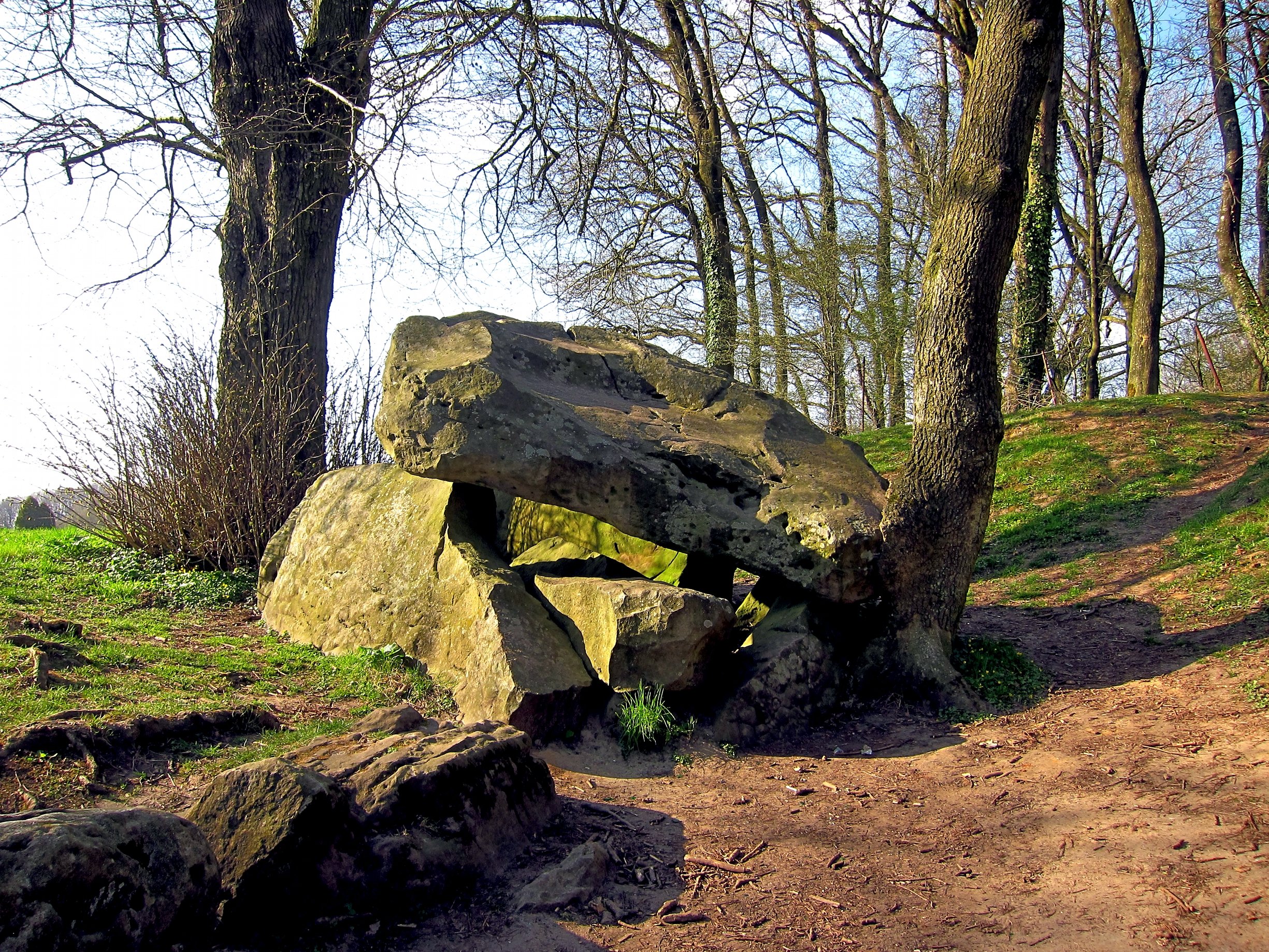
ドルメン
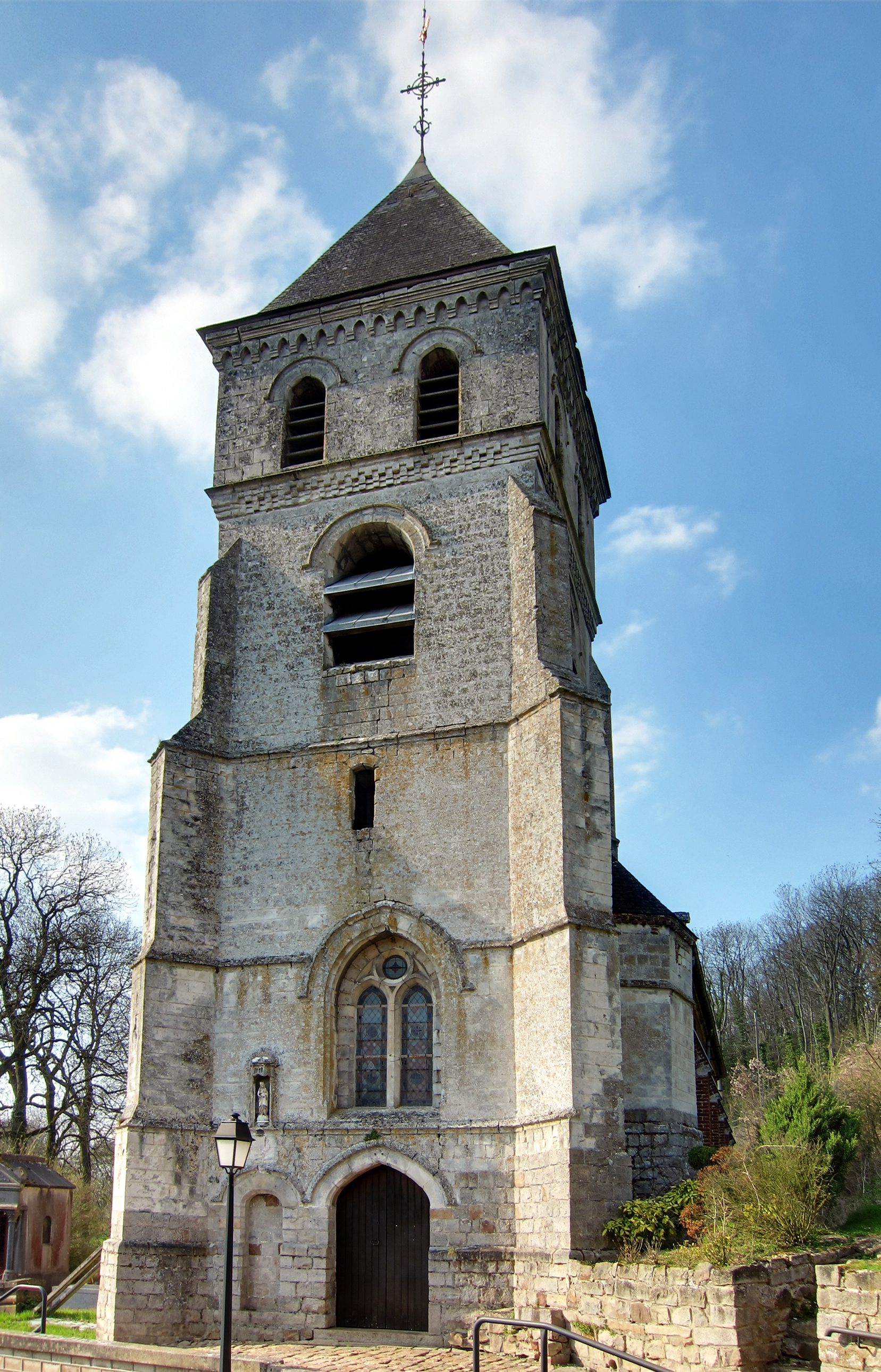
教会